# Окерський канал
Окерський канал  (швед. Åkers kanal), до побудови каналу — річка Окерсстрем (швед. Åkersström) — канал у середній Швеції, в лені Стокгольм, побудований 1821 року на річці Окерсстрем, що є головною річкою річкового басейну, через яку води даного басейну потрапляють у Балтійське море. Канал з'єднує озеро Гарнсвікен (швед. Garnsviken) і фіорд Трельгавет (швед. Trälhavet) Балтійського моря. У гирлі каналу лежить місто Окерсберга.
У 1883—1886 та на початку 20 століття канал було перебудовано і розширено.
Довжина траси каналу становить 10,7 км, з яких 3,7 км є штучно обробленими, ширина каналу — 8,9 м, глибина — 2,1 м, площа басейну річки Окерсстрем — 395,9 км². На каналі працює шлюз завдовжки 27,6 м та завширшки 7,4 м.